# Socialist Register
O Socialist Register (lit.: "Registro Socialista") é uma publicação socialista anual. Foi fundada em 1964 por Ralph Miliband e John Saville. Eles fizeram críticas à New Left Review (NLR) depois que Perry Anderson se tornou editor da NLR em 1962. Miliband e Saville procuraram criar um jornal na orientação do The New Reasoner.
O Socialist Register é publicado nos Estados Unidos pela Monthly Review Press, no Canadá pela Fernwood Publishing e no Reino Unido e no resto do mundo pela Merlin Press. Seu nome é uma referência ao Political Register, um jornal do século XIX fundado pelo jornalista radical William Cobbett.